# NGC 1990
NGC 1990 - це відбивна туманність, яка є молекулярною хмарою зорі Альнілам у сузір'ї Оріона. Зоряні вітри Альнілама розширюють туманність зі швидкістю до 2 000 км/с, що більше ніж у 20 мільйонів разів перевищує швидкість сонячного вітру.
Туманність була відкрита Фрідріхом Гершелем 1 лютого 1786.